# Robby Krieger
Robert Alan Krieger (ur. 8 stycznia 1946 w Los Angeles) – amerykański gitarzysta, członek grupy The Doors. Autor takich piosenek grupy jak „Light My Fire”, „Love Me Two Times”, „Touch Me” i „Love Her Madly”.
W 2003 został sklasyfikowany na 91. miejscu listy 100 najlepszych gitarzystów wszech czasów magazynu Rolling Stone.

## Życiorys
Przyszedł na świat jako syn zamożnego doradcy agencji rządowych do spraw planowania i finansów. Od początku swojej przygody z gitarą interesowało go flamenco. Uczył się w wielu szkołach, nim trafił na UCLA, gdzie trzykrotnie zmieniał wydział, ostatecznie wylądował na fizyce.
W 1965 wraz z klawiszowcem Rayem Manzarkiem, wokalistą Jimem Morrisonem i perkusistą Johnem Densmore’em założył zespół The Doors, który w latach 60. stał się ikoną psychodelicznego rocka.
Po śmierci Morrisona w 1971 wraz z pozostałą dwójką pod szyldem The Doors nagrał jeszcze dwie płyty (Other Voices i Full Circle). Robby Krieger dzielił się wokalem z Rayem Manzarkiem.
Ostatecznie po rozwiązaniu przez Manzarka The Doors w 1973 Krieger wraz z Densmore’em założyli The Butts Band. Talent Kriegera pomógł mu również odnieść solowy sukces grając jazz. Z zespołem The Robby Krieger Band, który działał w latach 70. i 80., nagrał między innymi płyty Versions (1983) i No Habla (1986).
Udzielał się też kilkakrotnie partiami gitarowymi w zespole Blue Öyster Cult. W roku 2002 wraz z Rayem Manzarkiem, Ianem Astburym i Stewartem Copelandem reaktywował grupę The Doors pod zmienioną nazwą The Doors of the 21st Century. Wziął udział w „Experience Hendrix Tribute Tour” - tournée poświęconemu Jimiemu Hendriksowi.

## Dyskografia solowa
- Robby Krieger and Friends (1977)
- No Habla (1989)
- Harley Davidson: American Motorcicle - soundtrack (1993)
- RKO Live (1995)
- The Butts Band Complete Recordings (1997)
- Cinematix (2000)
- Singularity (2010)
- In Session (2017)
- Red Shift (2019)

## Filmografia
- „Message to Love: The Isle of Wight Festival” (1997, film dokumentalny, reżyseria: Murray Lerner)[4]
- „Doors: Mr. Mojo Risin' - The Story of L.A. Woman” (2012, film dokumentalny, reżyseria: Martin R. Smith)[5]